# Trennschärfe
Trennschärfe (auch Nahselektion) bezeichnet die Fähigkeit eines Empfangsgerätes, einen gewünschten Sender von einem im Frequenzband eng benachbarten Sender zu trennen.
Die wichtigste Größe ist dabei die Bandbreite zwischen oberer und unterer Grenzfrequenz. Weitere Einflussgrößen sind:
- Durchgangsdämpfung
- Kling-Neigung
- Shape-Faktor
- Signalverzögerung
- Welligkeit

## Präselektor
Präselektoren (von lateinisch prä ‚vor‘ und seligere ‚auswählen‘, häufig auch ‚Preselektor‘ als inkorrekte Übersetzung von englisch preselector) sollen das Nutzsignal von benachbarten Störsignalen isolieren.
Bei modernen Empfangsgeräten wird die Trennschärfe durch Filter verschiedener Art in der Zwischenfrequenz „weit vorne“, also möglichst direkt hinter der Mischstufe bestimmt, um die folgenden Stufen nicht mit Signalen zu belasten, die außerhalb des gewünschten Frequenzsegmentes liegen.
Einige Breitbandempfängerkonzepte, u. a. RACAL, arbeiten jedoch mit Mischstufen direkt als Eingangsstufe und ohne weitere Vorselektion, wobei der Mischer unter Umständen sehr hohen Feldstärken außerhalb des gewünschten Bereiches ausgesetzt ist. Das funktioniert nur zufriedenstellend bei starken Nutzsignalen, einer möglichst selektiven Antenne und extrem belastbaren, somit hochlinearen, aufwendigen Mischern. Wird der Empfang schwacher Nutzsignale trotz anderer, starker einfallender Sender gewünscht, so ist ein Empfänger ausreichender Großsignalfestigkeit (siehe auch Empfängerdynamik, Intermodulation, Kreuzmodulation) erforderlich, um Störeffekte zu verringern.
Verstärkende, ohne Selektion arbeitende Vorstufen verschärfen diese Probleme und stellen oftmals die Grundlage für durch Summensignalleistungen überlastete Mischstufen dar.
Abhilfe schaffen Vorstufe, bzw. selektive Präselektoren, die keine oder nur wenig Verstärkung liefern oder mithilfe selektiver Filter wie Bandpässen, Tief- oder Hochpässen, Saugkreisen oder anderer geeigneter Siebmittel die unerwünschten Signale bestmöglich unterdrücken. Sie können in den Empfänger integriert oder als selbständige Geräte zwischen Antenne und Empfänger geschaltet werden.

## AFC
Bei einer hohen Trennschärfe wird die Stabilität der frequenzbestimmenden Bauteile besonders wichtig. Da eine Temperatur- und Alterungsabhängigkeit unvermeidlich ist, sind die Empfänger heute mit einer AFC-Schaltung ausgestattet.